# Kınık (Kaş)
Kınık ist eine Ortschaft in der türkischen Provinz Antalya. 
Sie gehört zur Gemeinde Kaş und liegt 35 km westlich von Kaş am Fluss Eşen Çayı, dem antiken Xanthos.

## Verkehr
Kınık liegt nahe der Fernstraße D400. 
Es gibt Dolmuş-Verkehr in Richtung Fethiye und Antalya. 